# Khreshchatyk
Khreshchatyk (tiếng Ukraina: Хрещатик, Khreshchatyk;)  là đường phố chính của Kiev, Ukraina. Đường phố có chiều dài 1,2 km (0,81 mi). Nó trải dài từ Quảng trường châu Âu (phía đông bắc) qua Maidan và đến quảng trường Bessarabska  (phía tây nam), nơi có Chợ Besarabsky. Dọc theo đường là văn phòng của Hội đồng thành phố Kiev, nơi có cả hội đồng thành phố và chính quyền bang, Bưu điện chính, Bộ Chính sách nông nghiệp, Uỷ ban truyền hình và phát thanh truyền hình quốc gia, Cửa hàng bách hóa Trung tâm (TsUM), chợ Besarabsky, nhà Ukraina và những địa điểm khác. Toàn bộ con đường đã bị phá hủy hoàn toàn trong thế chiến II bởi quân đội Hồng quân rút lui và xây dựng lại theo phong cách tân cổ điển của kiến trúc Stalin thời hậu chiến. Trong số các tòa nhà nổi bật không tồn tại là Duma thành phố Kiev, Sở giao dịch chứng khoán Kiev, Hotel Natsional và Nhà Ginzburg. Tuyến đường phố đã được cải tạo đáng kể trong thời kỳ hiện đại của Ukraine độc lập. Ngày nay, đường phố vẫn còn quan trọng đối với các tổ chức hành chính và kinh doanh thành phố, cũng như một điểm du lịch nổi tiếng. Tính đến năm 2010, Khreshchatyk nằm trong Top 20 phố mua sắm đắt nhất châu Âu. 